# Уштогайський сільський округ
Уштога́йський сільський округ (каз. Үштоғай ауылдық округі, рос. Уштогайский сельский округ) — адміністративна одиниця у складі Амангельдинського району Костанайської області Казахстану. Адміністративний центр та єдиний населений пункт — село Уштогай.
Населення — 440 осіб (2021; 563 у 2009, 1163 у 1999, 1940 у 1989).
Станом на 1989 рік існували Октябрська сільська рада (село Розсвіт) та Степняцька сільська рада (села Кирпічкон, Норулген, Степняк) Наурзумського району. Станом на 1999 рік існували Уштогайська сільська адміністрація та Степняцький сільський округ. 2009 року було ліквідовано село Наролген, Степняцький сільський округ перетворено в Степняцьку сільську адміністрацію. 2012 року Уштогайська сільська адміністрація об'єднана зі Степняцькою сільською адміністрацію в Уштогайський сільський округ.

## Склад
До складу округу входять такі населені пункти:
| Населений пункт | Старі назви | Населення, осіб (1989) | Населення, осіб (1999) | Населення, осіб (2009) | Населення, осіб (2021) |
| --------------- | ----------- | ---------------------- | ---------------------- | ---------------------- | ---------------------- |
| Коктерек, село  | Кирпічкон   | 170                    | 60                     | -                      | -                      |
| Наролген, село  | Норулген    | 156                    | 107                    | 0                      | -                      |
| Степняк, село   | -           | 700                    | 393                    | 272                    | 121                    |
| Уштогай, село   | Розсвіт     | 914                    | 603                    | 291                    | 319                    |